# Kosei Ishigami
Kosei Ishigami (石神 幸征 Ishigami Kosei?, nacido el 11 de enero de 1990 en Shizuoka) es un futbolista japonés que se desempeña como centrocampista.

## Trayectoria

### Clubes
| Club            | País  | Año         |
| --------------- | ----- | ----------- |
| Mito HollyHock  | Japón | 2012 - 2016 |
| Gainare Tottori | Japón | 2017        |

## Estadística de carrera

### J. League
| Club            | Año   | J. League | J. League | Copa J. League | Copa J. League | Total | Total |
| Club            | Año   | Part.     | Goles     | Part.          | Goles          | Part. | Goles |
| --------------- | ----- | --------- | --------- | -------------- | -------------- | ----- | ----- |
| Mito HollyHock  | 2012  | 27        | 0         | -              | -              | 27    | 0     |
| Mito HollyHock  | 2013  | 27        | 1         | -              | -              | 27    | 1     |
| Mito HollyHock  | 2014  | 7         | 0         | -              | -              | 7     | 0     |
| Mito HollyHock  | 2015  | 21        | 0         | -              | -              | 21    | 0     |
| Mito HollyHock  | 2016  | 8         | 0         | -              | -              | 8     | 0     |
| Gainare Tottori | 2017  | 13        | 0         | -              | -              | 13    | 0     |
| Total           | Total | 103       | 1         | 0              | 0              | 103   | 1     |